# سوران عليا (مقاطعة إسلام آباد غرب)
سوران عليا (بالفارسية: سوران علیا) هي قرية تقع في قسم حومة الشمالي الريفي (مقاطعة إسلام آباد غرب) في إيران. يقدر عدد سكانها بـ 156 نسمة بحسب إحصاء 2016.